# Система Вард-Леонарда

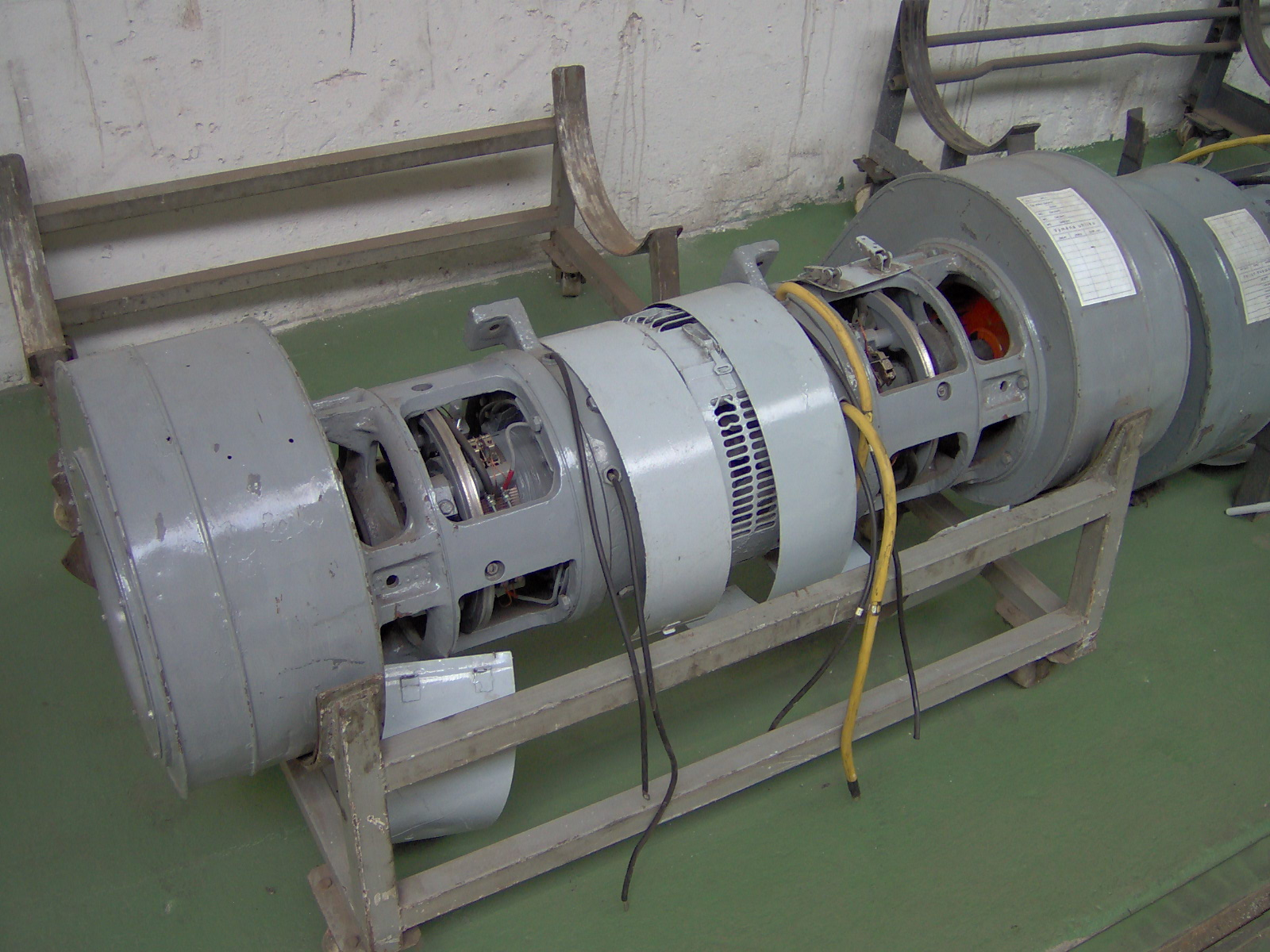
Мотор-генератор системы Вард-Леонарда трамвая Tatra T3

Схема подключения по системе Вард-Леонарда
1) Трёхфазный мотор переменного тока с постоянной частотой вращения
2-3) Генераторы постоянного тока
4) Исполнительный двигатель постоянного тока
5) Регулирующий трансформатор

Система Вард-Леонарда — электромашинная система, обеспечивающая регулирование напряжения на нагрузке при питании от сети с нерегулируемым напряжением за счет электромеханической отрицательной обратной связи. Предложена в 1891 году американским электротехником Гарри Вард-Леонардом.
Система Вард-Леонарда включает в себя электрический двигатель, подключенный к питающей сети, вал которого механически связан с валом электрического генератора, питающего нагрузку. Регулирование напряжения на нагрузке производится за счет регулирования возбуждения генератора.
Система Вард-Леонарда применяется для управления пуском и режимом работы мощных электрических двигателей и, реже, других потребителей. Преимущества системы Вард-Леонарда по сравнению с реостатным управлением заключаются в более высоком КПД, обусловленным отсутствием потерь энергии на пусковых реостатах, и в возможности применения менее мощной коммутационной аппаратуры, так как мощность, расходуемая на возбуждение генератора, в 15-30 раз меньше мощности, протекающей в силовой цепи.
Система Вард-Леонарда по своей сути является регулируемым усилителем.
Система Вард-Леонарда широко применялась для управления приводами карьерных экскаваторов. На экскаваторах она была оформлена как пятимашинный агрегат. Трехфазный асинхронный двигатель получал питание от внешней сети 0,4 кВ или 6 кВ (на крупных экскаваторах). С каждой стороны на двигатель были навешены по два генератора постоянного тока, каждый из которых питал и двигатель постоянного тока, которых на экскаваторе было шесть. Из них три основных: двигатель лебедки подъема ковша, двигатель механизма напора рукояти и двигатель механизма поворота платформы питались каждый от своего генератора индивидуально. А для работы вспомогательных двигателей, переключаемых через контакторы, а это: двигатель стреловой лебедки и два двигателя ходовых гусениц использовался один общий генератор. Широко применялась система Вард-Леонарда также на драгах, электрических земснарядах, подъемных кранах, машинах-установщиках баллистических ракет, скоростных лифтах, прокатных станах и некоторых промышленных электровозах с питанием от трехфазной контактной сети. 
Несмотря на развитие электронных систем управления двигателями, система применяется до сих пор, так как позволяет управлять приводами мощностью 10 МВт и выше.